# The Military Air-Scout
The Military Air-Scout è un cortometraggio muto del 1911 diretto da William Humphrey. Girato nel 1911, il film immagina che nel 1914 sia scoppiata la guerra tra gli stati uniti d'Europa e l'America.

## Trama
Anno 1914. Scoppia la guerra tra gli Stati Uniti e l'Europa: il tenente Wentworth va in missione sul suo aereo per bombardare la flotta nemica. Gli viene poi affidato il compito di andare in ricognizione ma il suo aereo viene abbattuto da una fucilata.

## Produzione
Il film fu prodotto dalla Vitagraph Company of America.

## Distribuzione
Distribuito dalla General Film Company, il film - un cortometraggio in una bobina - uscì nelle sale cinematografiche USA il 12 dicembre 1911.